# Marca (Sălaj)
Pour les articles homonymes, voir Marca.
Marca (en hongrois Márkaszék) est une commune roumaine du județ de Sălaj, dans la région historique de Transylvanie et dans la région de développement du Nord-ouest.

## Géographie
La commune de Marca est située dans l'ouest du județ, à la limite avec le județ de Bihor, sur la rivière Barcău, entre les Monts Plopiș et les collines de Toglaci, à 21 km à l'ouest de Șimleu Silvaniei et à 55 km à l'ouest de Zalău, le chef-lieu du județ.
La municipalité est composée des cinq villages suivants (population en 2002) :
- Leșmir (475) ;
- Marca (1 520), siège de la commune ;
- Marca-Huta (47) ;
- Porț (315) ;
- Șumal (609).

## Histoire
La première mention écrite de la commune date de 1314 sous le nom de Markus.
La commune, qui appartenait au royaume de Hongrie, faisait partie de la principauté de Transylvanie et elle en a donc suivi l'histoire.
Après le compromis de 1867 entre Autrichiens et Hongrois de l'empire d'Autriche, la principauté de Transylvanie disparaît et, en 1876, le royaume de Hongrie est partagé en comitats. Marca intègre le comitat de Szilágy (Szilágymegye).
À la fin de la Première Guerre mondiale, l'Empire austro-hongrois disparaît et la commune rejoint la Grande Roumanie.
En 1940, à la suite du deuxième arbitrage de Vienne, elle est annexée par la Hongrie jusqu'en 1944. Elle réintègre la Roumanie après la Seconde Guerre mondiale.

## Politique
| Identité                 | Période           | Période           | Durée              |
| Identité                 | Début             | Fin               | Durée              |
| ------------------------ | ----------------- | ----------------- | ------------------ |
| Dan-Ioan Șumălan (d),    | 2012              | 1er novembre 2024 | 12 ans             |
| Cosmin-Ioan Bădăcean (d) | 1er novembre 2024 | En cours          | 4 mois et 13 jours |

| Parti | Parti                                      | Sièges |
| ----- | ------------------------------------------ | ------ |
|       | Parti national libéral (PNL)               | 5      |
|       | Parti social-démocrate (PSD)               | 4      |
|       | Parti Mouvement populaire (PMP)            | 1      |
|       | Union démocrate magyare de Roumanie (UDMR) | 1      |

## Démographie
En 1910, à l'époque austro-hongroise, la commune comptait 2 113 Roumains (77,77 %) et 558 Hongrois (20,54 %).
En 1930, on dénombrait 2 365 Roumains (78,83 %), 522 Hongrois (17,40 %), 58 Juifs (1,93 %), 37 Roms (1,23 %) et 178 Slovaques (5,93 %).
En 1956, après la Seconde Guerre mondiale, 2 752 Roumains (73,21 %) côtoyaient 606 Hongrois (16,12 %), 43 Roms (1,14 %) et 351 Slovaques (9,34 %).
En 2002, la commune comptait 2 282 Roumains (76,93 %), 398 Hongrois (13,41 %), 189 Roms (6,37 %) et 96 Slovaques (3,23 %). On comptait à cette date 1 080 ménages et 1 080 logements.
| 1850  | 1880  | 1900  | 1910  | 1920  | 1930  | 1941  | 1956  | 1966  |
| ----- | ----- | ----- | ----- | ----- | ----- | ----- | ----- | ----- |
| 1 870 | 1 766 | 2 383 | 2 717 | 2 605 | 3 000 | 3 822 | 3 759 | 4 044 |

| 1977  | 1992  | 2002  | 2011  | - | - | - | - | - |
| ----- | ----- | ----- | ----- | - | - | - | - | - |
| 3 800 | 3 072 | 2 966 | 2 542 | - | - | - | - | - |

En 2002, la composition religieuse de la commune était la suivante :
- Chrétiens orthodoxes, 51,98 % ;
- Grecs-Catholiques, 21,13 % ;
- Réformés, 11,22 % ;
- Baptistes, 10,14 % ;
- Catholiques romains, 3,50 %.

## Économie
L'économie de la commune repose sur l'agriculture et l'exploitation des mines (schistes bitumeux, mica).

## Communications

### Routes
Marca est située sur la route nationale DN19B Șimleu Silvaniei-Marghita-Săcueni. L'Autoroute de Transylvanie passera sur le territoire de la commune.

### Voies ferrées
Marca est desservie par la ligne de chemin de fer Jibou-Sărmășag-Săcueni.

## Lieux et monuments
- Porț, église orthodoxe en bois de la Dormition de la Vierge (Inaltarea Domnului)de 1792[8].
- Marca, musée ethnographique.